# Unitopia
Unitopia est un groupe de rock progressif et néo-progressif australien, originaire d'Adélaïde, en Australie-Méridionale. Il est formé en 1996 par Mark Trueack et Sean Timms qui ont sorti leur 1er album en 2005. Unitopia renoue avec les meilleures ambiances du rock progressif des origines comme King Crimson tout en y mêlant un son et une créativité proche de The Flower Kings voire de Yes.

## Biographie
Unitopia prend forme lorsque Trueack et Timms réalisent avoir des goûts communs pour la musique. À la fin 1996, le groupe travaille sur un morceau qui deviendra Take Good Care.
L'album More than a Dream est lancé indépendamment en octobre 2005 au Cavern Club d'Adélaïde. Ils jouent ensuyite localement avec Daryl Braithwaite et au Norwood Food et Wine Festival. En mars 2006, le label canadien Unicorn Records réédite More than a Dream à l'international.
Trueack et Timms recrutent les instrumentistes Matt Williams (guitare, chant), Monty Ruggiero (batterie), Shireen Khemlani (basse) et Tim Irrgang (percussions) pour compléter la formation Unitopia. Trueack et Timms commencent ensuite à  écrire de nouveaux morceaux pour l'album The Garden. En février 2008, Unitopia signe un contrat de distribution international avec Shock Music Publishing. En juillet 2008, le morceau Lives Go Round, issu de More Than a Dream, est inclus dans la compilation CPR Volume 3. En août 2008, Unitopia signe un contrat de trois albums avec le label InsideOut Music.
Le 18 novembre 2008, InsideOut Music publie le deuxième album d'Unitopia, The Garden, à l'international, un double CD composé de 15 morceaux pour 100 minutes de longueur. Pour Review Busters, « ce double disque restera indémodable pendant des années. Unitopia offre un mélange unique de rock progressif aux morceaux symphoniques. »
Shireen Khemlani et Mike Stewart quittent le groupe en 2009, qui est rejoint par Shaun Duncan au fretless et fretted bass, et Peter Raidel au saxophone. Avec cette formation, Unitopia publie son troisième album, Artificial, en 2010. Jones, Duncan et Raidel sont remplacés, respectivement, par David Hopgood, Craig Kelly et Ian Ritchie, qui a joué à la tournée More than a Garden of Dreams en Europe en 2010, qui comprend une apparition au Summer's End Festival, en Angleterre.
En 2012, avec le remplacement de Ritchie par Daniel Burgess au saxophone, le groupe publie son quatrième album, Covered Mirror Vol. 1: Smooth As Silk, un album de reprises qui comprend des morceaux classiques de rock progressif. Le groupe se sépare peu de temps après.

## Membres
- Mark Trueack - chant, chœurs
- Sean Timms - guitare, chœurs, claviers, mandoline
- John Greenwood - guitares, chœurs
- Steve Unruh - violon, guitare acoustique, choeurs
- Chester Thompson - batterie, choeurs
- Alfonso Johnson - basse, choeurs

## Discographie
- 2005 : More than a Dream
- 2008 : The Garden
- 2010 : Artificial[10]
- 2012 : Covered Mirror Vol. 1: Smooth as Silk
- 2023 : Seven Chambers